# Banu Ammar
|  | Aquest article tracta sobre els Banu Ammar de Trípoli del Líban. Si cerqueu els Banu Ammar de Trípoli de Líbia, vegeu «Banu Thabit». |

Els Banu Ammar foren una família de cadis xiïtes que van governar Trípoli (Líban) fins a la conquesta pels croats de la ciutat el 1108 i de Djabala (1109).
El primer membre de la família que va exercir el govern fou Amin al-Dawla Abu Talib al-Hasan ben Ammar, que era el cadi de la ciutat i es va declarar independent en el moment que el prefecte fatimita de Trípoli, Mikhtar al Dawla ben Bazzal va morir (1070). Va convertir la ciutat en un centre cultural amb una rica biblioteca.
Va morir el 1072 i els seus dos nebots es van disputar la successió fins que un dels dos va triomfar sobre l'altre germà; el vencedor Djalal al-Mulk Ali ben Muhammad es va proclamar cadi i la seva autoritat fou reconeguda localment i va saber jugar amb habilitat entre fatimites i seljúcides; al mateix temps els cadis de Tir també havien agafat el poder local; va governar durant vint-i-set (1072 a 1099). El 1081 va conquerir Djabala als romans d'Orient.
Va morir el 1099 i el va succeir el seu germà Fakhr al-Mulk Ammar que va fer front als croats inicialment amb èxit. Els va donar pas lliure pels seus estats i els va proveir, però els delegats croats van explicar les riqueses de la ciutat i Ramon de Sant Geli va decidir ocupar la ciutat; després de conquerir Tartus i Maraclea, va assetjar Arqa i Jofré de Bouillon i Robert Corteheuse van assetjar Gibelet, però disputes entre els croats i amb els romans d'Orient van portar a un acord negociat pel cadi, i els croats es van retirar del territori de Trípoli el 26 de maig de 1099.
Quan Balduí I de Jerusalem anava a Jerusalem per assolir la corona, Dudak de Damasc el va voler fer caure en un parany a la zona de Gibelet, però el cadi de Trípoli li va revelar el pla a Balduí. El cadi no tenia simpatia per Damasc, que ocupava Djabala, que abans el seu germà havia arrabassat als romans d'Orient i pertanyia jurídicament a Trípoli. El 1101 el governador local de Djabala, Buri Tadj al-Mulk, fou enderrocat en una revolta popular i els habitants van cridar en auxili al cadi de Trípoli que va recuperar la ciutat l'agost del 1101.
El 1102 Ramon de Sant Geli va iniciar les operacions per crear-se un feu a la zona. Ocupada altre cop Tartus (febrer del 1102) i Gibelet (abril del 1103), la ciutat de Trípoli fou assetjada. Va fer construir una fortalesa, Mont Peregrí, que Fakhr al-Mulk va tractar de destruir en una sortida (1104) sense èxit. El febrer de 1105 va morir Ramon de Sant Geli però el seu cosí Guillem Jordà comte de Cerdanya va continuar el setge. Enemistat amb Tughtakin de Damasc i amb els fatimites que segurament haurien exercit represàlies, va demanar ajuda a Sukman ibn Ortuk, que va reunir un exèrcit de socors, però va morir d'una angina de pit a Palmira, de camí cap a Trípoli
El bloqueig de la ciutat es va fer cada vegada més estret i l'avituallament més difícil. Fakhr al-Din va fer agafar tots els queviures per fer el repartiment igualitari entre els habitants, i va confiscar les riqueses per fer front a la defensa; els rics locals, espoliats, i sense poder comerciar pel bloqueig, van abandonar la ciutat i van fer jurament de fidelitat als assetjants i revelant els llocs pels quals la ciutat rebia els subministraments. El setge va esdevenir total per terra (1106). El cadi va demanar l'extradició dels traïdors i quan van tornar a la ciutat els va fer executar.
El 1108 la situació ja era molt greu, i no s'esperaven realment socors del sultà seljúcida Muhammad I; el cadi va decidir sortir per anar a Bagdad amb 500 cavallers i portant molts regals pel califa; de camí va passar per Damasc on Tughtakin el va acollir generosament; també fou ben rebut a Bagdad però el califa volia solucionar primer els problemes de Mossul. Durant la seva absència els notables locals es van declarar per la dinastia fatimita proclamant a al-Afdal, i van cridar als egipcis que van equipar una flota. Fakhr al-Mulk al seu retorn a Damasc des de Bagdad també es va assabentar del canvi produït. Quan la flota egípcia va arribar a Tir va saber que Trípoli havia caigut en mans dels croats vuit dies abans (19 de juliol de 1108). Fakhr es va refugiar a Djabala on va resistir fins al 23 de juliol de 1109, i de la que va fugir al caure en mans de Tancred.
Fakhr al-Mulk va passar al servei del Tughtakin, atabeg de Damasc, i més tard dels sobirans de Mossul, i finalment dels califes abbàssides. Va morir el 1118/1119.

## Llista de cadis
- Amín-ad-Dawla Abu-Tàlib al-Hàssan ibn Ammar 1070-1072
- Jalal-al-Mulk Alí ibn Muhàmmad 1072-1099
- Fakhr-al-Mulk Ammar ibn Muhàmmad 1099-1109